# Varnia implexa
Varnia implexa är en insektsart som först beskrevs av Navás 1914.  Varnia implexa ingår i släktet Varnia och familjen Ithonidae. Inga underarter finns listade i Catalogue of Life.